# Antalya (provins)

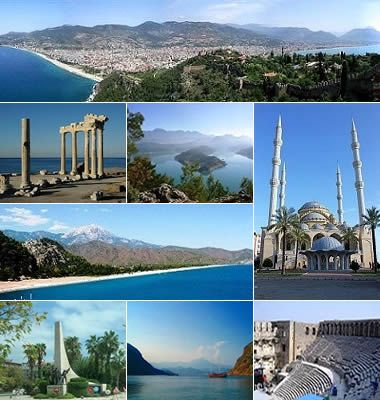
Provinsen Antalya

Karta över Turkiet med Antalya markerat.

Antalya är en provins vid Medelhavskusten i sydvästra Turkiet. Det är ett av landets största turistområden.
Provinsen hade i slutet av 2014 en beräknad folkmängd på 2 222 562 invånare. Provinshuvudstad är Antalya, från vilken den fått sitt namn.

## Geografi
Antalya, med en areal på 20 723 km², ligger på Anatoliens (Mindre Asiens) sydkust, vid östra delen av Medelhavet, omfattande delar av Taurusbergen och slättlandet nedanför.
Berggrunden är till stor del kalksten och det finns ett flertal stora karstgrottor. Slättområdet nedanför bergen är rikt på sedimentära bergarter som travertin och alluviala konglomerat.
Antalya har ett medelhavsklimat med varma, torra somrar och milda, nederbördsrika vintrar.

## Historia
Det gynnsamma läget vid kusten gav upphov till flera betydande handelsstäder, men det gjorde också området attraktivt för regionens stormakter och genom åren har överhögheten skiftat genom återkommande maktkamper.
Den största och centrala delen av det kustnära slättlandet i dagens Antalyaprovins utgörs av det som under antiken var regionen Pamfylien, med bland annat betydande handelsstäder som Perge, Side, Aspendos och Antalya. Därutöver omfattar provinsen delar av andra antika regioner; i väster Lykien, med Myra och Olympos, i norr Pisidien och i öster Kilikien.
Från första och andra århundradet f.Kr. tillhörde området Romarriket och efter dettas delning på 300-talet var det en del av vad man idag brukar kalla Bysantiska riket, eller Östromerska riket.
Från 1070-talet erövrades allt större delar av Anatolien av oghuz-turkiska seldjuker, eller seljuqer, och från början av 1200-talet var området för dagens Antalyaprovins en del av det seldjukiska sultanatet Rum.
Efter det seldjukiska rikets sönderfall skiftade makten över området återigen några gånger innan det på 1420-talet blev en del av  Osmanska riket, vilket varade i ytterligare 500 år.
Efter första världskriget var det Osmanska riket i det närmaste utplånat, endast en liten del av Anatolien kvarstod. Sèvresfördraget 1920 innebar att en stor del av sydvästra Anatolien hamnade under italienskt styre. Det följande turkiska självständighetskriget ledde dock till Lausannefördraget 1923, efter vilket Turkiska Republiken utropades samma år, omfattande hela Anatolien, Östra Thrakien och Konstantinopel (Istanbul).